# Lurøy
Lurøy – norweskie miasto i gmina leżąca w regionie Nordland.
Lurøy jest 293. norweską gminą pod względem powierzchni.

## Demografia
Według danych z roku 2005 gminę zamieszkuje 2028 osób. Gęstość zaludnienia wynosi 7,73 km². Pod względem zaludnienia Lurøy zajmuje 338. miejsce wśród norweskich gmin.
| ludność stan na 1 stycznia 2005 |         |           |       |
|                                 | kobiety | mężczyźni | razem |
| osób                            | 1041    | 987       | 2028  |
| %                               | 51,33%  | 48,67%    | 100%  |

| wykształcenie stan na 1 października 2004 |        |         |        |        |
|                                           | podst. | średnie | wyższe | niezn. |
| osób                                      | 582    | 834     | 164    | 30     |
| %                                         | 36,15% | 51,8%   | 10,19% | 1,86%  |

## Edukacja
Według danych z 1 października 2004:
- liczba szkół podstawowych (norw. grunnskolar): 6
- liczba uczniów szkół podst.: 271

## Władze gminy
Według danych na rok 2011 administratorem gminy (norw. rådmann) jest Anna Pauline Aakre, natomiast burmistrzem (norw. ordfører, d. borgermester) jest Carl Einar Isachsen.